# 게라르두스 메르카토르

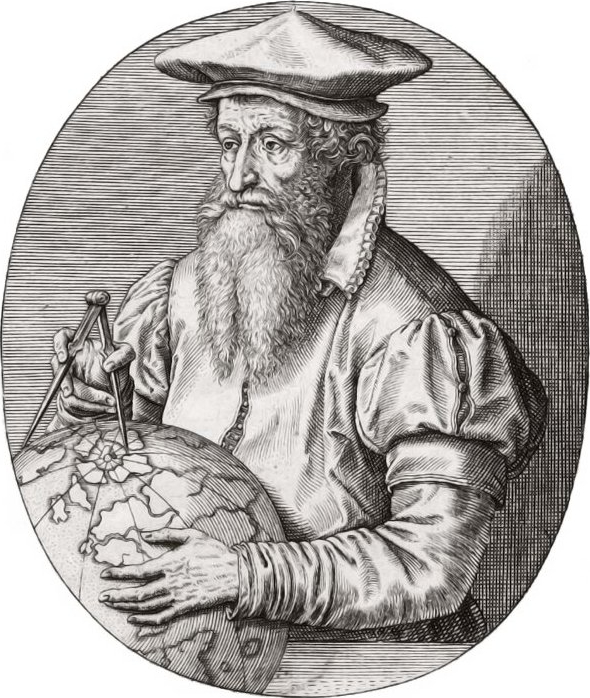
게라르두스 메르카토르

게라르두스 메르카토르(라틴어: Gerardus Mercator, 네덜란드어: Gerard de Kremer, 1512년 3월 5일~1594년 12월 2일)는 플랑드르 (현대 벨기에 지방)에서 태어난 네덜란드의 지리학자이다. 아피아누스에게서 배우고, 1534년 루뱅에 지리학 연구소를 설립, 플랑드르 지방을 측량하여 지도를 만들었다. 프톨레마이오스·클라우디우스의 방법에 의하여 1538년 세계 지도를 제작하였으며 지구의와 천구의도 만들었다. 1569년 메르카토르 도법에 의한 세계 지도를 제작하였는데, 이 도법은 방위를 바르게 표시하고, 항해에 편리하여 항해 도법으로 불린다. 1558년 이전에 나온 지도들을 기초로 하여 대지도를 계획하였으나, 이 일은 그의 아들이 계승했다.

## 같이 보기
- 메르카토르 도법
- 아브라함 오르텔리우스
- 요도쿠스 혼디우스

## 참고 자료
- 이 문서에는 다음커뮤니케이션(현 카카오)에서 GFDL 또는 CC-SA 라이선스로 배포한 글로벌 세계대백과사전의 내용을 기초로 작성된 글이 포함되어 있습니다.